# Dresbachium
| ❮ | System          | Serie        | Stufe        | ≈ Alter (mya) |
| ❮ | später          | später       | später       | jünger        |
| - | --------------- | ------------ | ------------ | ------------- |
| ❮ | K a m b r i u m | Furongium    | 10. Stufe    | 485,4 ⬍ 489,5 |
| ❮ | K a m b r i u m | Furongium    | Jiangshanium | 489,5 ⬍ 494   |
| ❮ | K a m b r i u m | Furongium    | Paibium      | 494 ⬍ 497     |
| ❮ | K a m b r i u m | Miaolingium  | Guzhangium   | 497 ⬍ 500,5   |
| ❮ | K a m b r i u m | Miaolingium  | Drumium      | 500,5 ⬍ 504,5 |
| ❮ | K a m b r i u m | Miaolingium  | Wuliuum      | 504,5 ⬍ 509   |
| ❮ | K a m b r i u m | 2. Serie     | 4. Stufe     | 509 ⬍ 514     |
| ❮ | K a m b r i u m | 2. Serie     | 3. Stufe     | 514 ⬍ 521     |
| ❮ | K a m b r i u m | Terreneuvium | 2. Stufe     | 521 ⬍ 529     |
| ❮ | K a m b r i u m | Terreneuvium | Fortunium    | 529 ⬍ 541     |
| ❮ | früher          | früher       | früher       | älter         |

Das Dresbachium ist (bzw. war) in der Erdgeschichte ein Zeitabschnitt im hierarchischen Rang einer Stufe im Oberkambrium Nordamerikas. Das Dresbachium folgte auf die Alberta Serie. Über bzw. nach dem Dresbachium folgte das Franconium. Die Stufe ist heute obsolet und wird nicht mehr benutzt, ist jedoch sehr häufig in der Literatur des 20. Jahrhunderts zu finden. Das Dresbachium entspricht heute den globalen Stufen des Guzhangium und Paibium und reicht noch eine sehr kurze Zeitspanne in das Jiangshanium hinein. Das Dresbachium entspricht in der Geochronologie und nach heutiger Korrelation (2012) dem Zeitraum von 499,5 bis 493,9 ma.

## Namensgebung und Geschichte
Der Begriff des Dresbachium geht im Grunde auf Newton Horace Winchell zurück, der 1884 erstmals von einem "Dresbach Stone" sprach. Er rechnete diesen Dresbach Stone jedoch zur St. Croix-Formation oder St. Croix Sandstone. Aus dem Zusammenhang ist klar, dass Winchell lediglich eine lithostratigraphische Einheit innerhalb einer anderen Formation einführte. 1886 und 1888 bezeichnete er die Einheit als Dresbach Sandrock (innerhalb der St. Croix Formation). Der Begriff Dresbach Stone (oder Dresbach Sandrock) ist nach dem Ort Dresbach im Winona County im südöstlichen Zipfel von Minnesota am Mississippi benannt. 1924 definierte Edward Oscar Ulrich den Dresbach Sandstone als lithostraphische Einheit zwischen dem Franconia Sandstone und dem Eau Claire Shale. Peterson führte 1929 die Dresbach-Formation ein und gliederte den Eau Claire Sandstone und Shale in die Dresbach-Formation ein. Trowbridge und Atwater erweiterten die Dresbach-Formation erneut und setzen den Beginn der Dresbach-Formation mit der Basis des Mount Simon Sandstone an. 1938 schränkte der U.S. Geological Survey den Dresbach Sandstone wieder stark ein, unter Ausschluss von Eau Claire Sandstone und Mount Simon Sandstone. Diese lithologische Einheit wird heute in die Mount Simon-Formation, die Eau Claire-Formation und Wonewoc-Formation eingeteilt. Der Begriff Dresbach bezeichnete damit ursprünglich keinen Zeitabschnitt.
Edward Oscar Ulrich benannte in seiner 1911 erschienenen Arbeit Revision of the Paleozoic systems den fraglichen Zeitabschnitt als Saint Croixan, wobei offengelassen ist, welchen Zeitumfang das Saint Croixan umfasste (bzw. umfassen sollte). Erst 1944 führten B. F. Howell neben Franconian und Tempealeauian den Zeitbegriff Dresbachian ein.

## Definition und Korrelation
In der ursprünglichen Definition durch Benjamin Franklin Howell et al. (1944) umfasste das Dresbachium die Cedaria-, die Crepicephalus- und die Aphelaspis-Trilobitenzonen. 1958 schlugen Christina Lochman-Balk und James Lee Wilson die Dunderbergia-Faunenzone vor. Sie beschränkten das Dresbachian auf die Cedaria- und die Crepicephalus-Zone. Sie wollten zu einem späteren Zeitpunkt eine neue Stufe vorschlagen, die Aphelaspis- und die Dunderbergia-Trilobitenzone umfasste. Dieser Vorschlag setzte sich nicht durch, sondern die über der Aphelaspis-Zone folgende Dunderbergia-Zone wurde dem Dresbachium zugeschlagen. Diese vier Zonen korrelieren heute mit den oberen zwei Dritteln der globalen Guzhangium-Stufe, der gesamten globalen Paibium-Stufe und einem sehr kurzen Zeitabschnitt im untersten Teil der globalen Jiangshanium-Stufe. Ludvigsen & Westrup (1985) ersetzten die Gliederung des Oberkambriums in Dresbachium, Franconium und Tempealeauium durch die neuen Namen Marjuman, Steptoean und Sunwaptan. Auch diese neuen Stufen konnten sich international und auch regional nicht durchsetzen. Die Grenzen dieser neuen Stufen stimmen jedoch nicht mit den alten Stufen überein. Das Marjuman beginnt mit der Ptychagnostus atavus-Zone, also drei Trilobitenzonen tiefer als das Dresbachium und endet mit der Crepicephalus-Zone, also mitten im Dresbachium. Das darüberfolgende Steptoean umfasst die restlichen zwei Trilobitenzonen des Dresbachium plus die Elvinia-Zone, die untere Zone des früheren Franconiums.

## Ereignisse im Dresbachium
Im unteren Dresbachium fand nach dem Oberen Botomium ein zweites Aussterbeereignis im Kambrium statt. Ein drittes Aussterbeereignis folgte im Tempealeauium und am Ende des Kambriums.

## Belege